# Fürstenfeldbruck
Fürstenfeldbruck är en stad i Landkreis Fürstenfeldbruck i Regierungsbezirk Oberbayern i förbundslandet Bayern i Tyskland och är en västlig förort till München. Folkmängden uppgår till cirka 38 000 invånare.